# Straßburger System
Das Straßburger System der kommunalen Armenfürsorge wurde erstmals 1905 eingeführt. Es war durch die Professionalisierung und die Zentralisierung eine Weiterentwicklung des Elberfelder Systems.

## Entwicklung und Funktionsweise
Das in der Mitte des 19. Jahrhunderts entstandene Elberfelder System der Armenfürsorge beruhte auf ehrenamtlicher Tätigkeit und einer weitgehenden Dezentralisierung. Es geriet jedoch durch die starken Zuwanderungsbewegungen während der Hochindustrialisierung an seine Grenzen. In Straßburg wurde ein modifiziertes Konzept entwickelt, das eine Arbeitsteilung zwischen ehrenamtlichen und hauptberuflichen Armenpflegern vorsah.
Beim Straßburger System wurde eine kommunale Verwaltung geschaffen, die die Fälle von Bedürftigkeit prüfte und dann über die Hilfeerbringung entschied. Erste Anlaufstelle war somit eine Behörde, die nach festgelegten Verwaltungsverfahren und Rechtsvorschriften handelte.
Durch die Einbeziehung von Berufsarmenpflegern in die Armenfürsorge wurde der Grundstein für die Soziale Arbeit gelegt, und die reine ehrenamtliche Arbeit abgelöst. Damit wurde eine faktische Zentralisierung von Kompetenzen auf die hauptamtlichen Kräfte vollzogen.
Das Straßburger System wies die ersten Konturen des Nebeneinanders bürokratischer Verwaltungstätigkeit und beratend-kontrollierender pädagogischer Sozialer Arbeit auf.
Den weiblichen Ehrenamtlichen fiel dabei die Aufgabe der Ermittlungstätigkeit in den Familien zu und die männlichen hauptamtlichen Armenpfleger hatten die Entscheidung darüber zu treffen, ob die beantragte Hilfe und Unterstützung auch tatsächlich gewährt werden sollte. Diese Trennung zwischen „Bedarfsermittlung“ und „Hilfegewährung“ hat sich zum Teil bis in die jüngere Vergangenheit in der Trennung zwischen Innendienst und Außendienst erhalten. Erst im Zuge der Neuorganisation der Sozialen Dienste und Arbeit wurde diese Trennung aufgehoben.
Das Elberfelder System wurde in Straßburg vor allem durch Rudolf Schwander zum „Straßburger System“ weiterentwickelt und in Frankfurt am Main – als vergleichbare Entwicklung – von Karl Flesch zum „Frankfurter System“.